# Nine Christine Jönsson
Nine Christine Jönsson, egentligen Nine Kristin Gudrun Jönsson, född 8 juni 1926 i Kungsholms församling i Stockholm, död 3 januari 2011 i Katarina församling i Stockholm, var en svensk författare, manusförfattare och skådespelare.

## Biografi
Jönsson studerade vid Göteborgs Stadsteaters elevskola 1946–1949 och engagerades efter studierna vid Norrköpings stadsteater 1950–1952 och Malmö stadsteater 1952–1957. Hon filmdebuterade 1946 och kom att medverka i sammanlagt åtta filmer. Bland annat arbetade hon i ett stort antal teateruppsättningar på tre teatrar med Ingmar Bergman och gjorde även huvudrollen i hans film Hamnstad (1948). I slutet av 1950-talet lämnade hon teaterlivet och 1960 debuterade hon som romanförfattare.
Hon var gift med Paul Lindblom och fick med honom två döttrar, varav en är författaren och regissören Sisela Lindblom.
Hon är begravd på Skogskyrkogården i Stockholm.

## Filmografi
- 1946 – Ödemarksprästen
- 1946 – Kvinnor i väntrum
- 1947 – Livet i Finnskogarna
- 1948 – Lars Hård
- 1948 – Hamnstad
- 1948 – Ådalens poesi
- 1950 – Rågens rike
- 1952 – När syrenerna blomma

## Filmmanus
- 1970 – Som hon bäddar får han ligga

## Teater

### Roller (ej komplett)
| År   | Roll               | Produktion                                     | Regi                | Teater                           |
| ---- | ------------------ | ---------------------------------------------- | ------------------- | -------------------------------- |
| 1947 | Jungfrun           | Ett drömspel August Strindberg                 | Olof Molander       | Göteborgs stadsteater            |
| 1948 | Häxa 3             | Macbeth William Shakespeare                    | Ingmar Bergman      | Göteborgs stadsteater            |
| 1948 | Juliette           | Tjuvarnas bal Jean Anouilh                     | Ingmar Bergman      | Göteborgs stadsteater            |
| 1949 | Jeannette          | En vildfågel Jean Anouilh                      | Ingmar Bergman      | Göteborgs stadsteater            |
| 1950 | Blenda Hyltenius   | Hans nåds testamente Hjalmar Bergman           | Johan Falck         | Norrköping-Linköping stadsteater |
| 1950 |                    | Den långa kniven Clifford Odets                | Karin Kavli         | Norrköping-Linköping stadsteater |
| 1950 |                    | Drömflickan Elmer Rice                         | Per Gerhard         | Norrköping-Linköping stadsteater |
| 1951 |                    | Blodsbröllop Federico García Lorca             | Johan Falck         | Norrköping-Linköping stadsteater |
| 1951 |                    | 24 röda rosor Aldo De Benedetti                | Pär-Edward Wahlgren | Norrköping-Linköping stadsteater |
| 1951 | Mordeen            | Jag älskar min son John Steinbeck              | Karin Kavli         | Norrköping-Linköping stadsteater |
| 1951 | Solange            | Jungfruleken Jean Genet                        | Karin Kavli         | Norrköping-Linköping stadsteater |
| 1951 | Bessie             | Den tatuerade rosen Tennessee Williams         | Ingmar Bergman      | Norrköping-Linköping stadsteater |
| 1952 | Stella             | Tiger-Harry Tore Zetterholm                    | Johan Falck         | Norrköping-Linköping stadsteater |
| 1952 | Joan               | I dag och i morgon J. B. Priestley             | Johan Falck         | Norrköping-Linköping stadsteater |
| 1952 | Gerda Cristow      | Laddat möte Agatha Christie                    | Sture Ericson       | Norrköping-Linköping stadsteater |
| 1953 | Gossen             | Sex roller söka en författare Luigi Pirandello | Ingmar Bergman      | Malmö stadsteater                |
| 1953 | Frieda             | Slottet Max Brod efter en roman av Franz Kafka | Ingmar Bergman      | Malmö stadsteater                |
| 1955 | Häxan              | Trämålning Ingmar Bergman                      | Ingmar Bergman      | Malmö stadsteater                |
| 1956 | Jöran Perssons mor | Erik XIV August Strindberg                     | Ingmar Bergman      | Malmö stadsteater                |

## Priser och utmärkelser
- 1963 – Boklotteriets stipendiat
- 1986 – ABF:s litteratur- & konststipendium